# Bilwi
Bilwi (Puerto Cabezas en Castellà) és un municipi de Nicaragua, capital de la Regió Autònoma de l'Atlàntic Nord (RAAN). El 2005 tenia 33.600 habitants.

## Història
Si bé la ciutat es troba en territori miskito, el terme Bilwi és d'origen sumu o mayagna. Aquest poble procedeix de la zona de Matagalpa, al centre de Nicaragua, però que es veieren obligats a emigrar cap a l'est per part dels espanyols durant la conquesta. Fruit d'aquesta migració entraren en conflicte amb els miskitos, els quals es van valer del suport dels britànics, durant el segle xvii, per dominar bona part del territori sumu i rama.
Tot i que el mateix Cristòfol Colom va tocar terra al Cap Gracias a Diós, a la desembocadura del riu Coco, no gaire lluny de Bilwi, la ciutat no va ser fundada fins al segle xix, amb l'arribada de missioners protestants de la congregació moraviana procedents d'Alemanya. La ciutat va anar creixent gràcies a l'explotació forestal i el cultiu de la banana. A començaments del segle xx la regió del Carib fou incorporada oficialment a la resta de Nicaragua i la ciutat va rebre el nom de Puerto Cabezas.
Durant la guerra de la Contra la població va créixer de 5.000 a 30.000 habitants a causa de la seva importància militar i al foment de la colonització que va propiciar el govern sandinista. El port va ser un important punt d'arribada de a l'ajuda militar des de Cuba i la Unió Soviètica per a l'Exèrcit Popular Sandinista.
És una ciutat que està agermanada amb dues viles catalanes: Vilafranca del Penedès i Sant Pere de Ribes.